# Agatha Dietschi
Agatha Dietschi, également connue sous le nom de Hans Kaiser et Schnitter Hensli, décédée après 1547, est une femme allemande accusée de lesbianisme. 
Son cas est considéré comme important dans l'histoire des persécutions contre les personnes homosexuelles.

## Biographie
Agatha Dietschi est originaire de Wehingen. Elle aurait été mariée à un homme. Elle serait passée par le village de Niedingen près du Danube (Neidingen, un quartier de Beuron). Elle est décrite, à ce moment-là, comme habillée en homme et se présentant sous le nom de Hans Kaiser ou Schnitter Hensli. Elle y aurait épousé une femme ayant des enfants. Après une certaine absence, d'autres traces de sa vie sont retrouvées. Sa femme et les enfants seraient décédés. Elle se remarie en 1538 avec Anna Reuli.
Le couple vit ensemble, à Fribourg-en-Brisgau, jusqu'en 1547. Cette année-là, Anna Reuli souhaite dissoudre le mariage pour épouser son amant Max Cross. Elle révèle à son beau-frère l'identité de son amante et ce dernier dénonce Agatha Dietschi aux autorités.
Agatha Dietschi est arrêtée et accusée d'hérésie, soupçonnée d'être homosexuelle. Les rapports sexuels étant, à l'époque, définis par la pénétration, la peine d'homosexualité n'est requise que si l'utilisation d'un godemichet est prouvée. C'est notamment le cas de Catherine de la Manière et de Françoise de l'Estrage en France en 1537 et Katherina Hetzeldorfer en 1477 à Spire. Dans le cas d'Agatha Dietschi, des témoins affirment avoir vu les épouses avoir un rapport sexuel avec un godemichet, mais Max Cross témoigne, à l'inverse, qu'Anna Reuli est vierge. Le tribunal statue sur la non pénétration. Agatha Dietschi échappe donc à la peine de mort, mais est mise au pilori et exilée de la ville.